# Drever
A drever (svéd tacskókopó) egy svéd fajta.

## Történet
Kialakulása az 1900-as évekre tehető. A westfáliai és a dán tacskókop keresztezésével alakították ki. Kanadában nagy népszerűségre tett szert. 

## Külleme
Marmagassága 29-41 centiméter, tömege 15 kilogramm. Hosszú törzsű, alacsony növésű állat. Teste oldalról téglalap alakúnak tűnik. Szőrzetében jól körülhatárolt fehér jegyek láthatók a pofáján, nyakán, mellkasán, mancsain és farkának hegyén. Hangos ugatása segít nyomon követni mozgását, különösen az erdőben, ahol termete miatt szinte eltűnik a sűrűben. 

## Jelleme
Természete éber és barátságos. 